# Bob Roelofs
Bob Roelofs (Arnhem, 1956) is een Nederlands politicus, historicus en auteur. Sinds maart 2021 is hij wethouder in de gemeente Arnhem namens de lokale politieke partij Arnhem Centraal. Hij werd in april 2025 unaniem gekozen als lijsttrekker voor de gemeenteraadsverkiezingen van 2026, en maakte in juni 2025 bekend na die verkiezingen te stoppen als wethouder en gaat door als raadslid.

## Biografie
Roelofs werd geboren en groeide op in Arnhem. Voor zijn wethouderschap was hij actief als historicus, auteur en organisator van lokale evenementen. Hij stond bekend als een betrokken inwoner met een brede belangstelling voor de geschiedenis en ontwikkeling van de stad.

## Politieke loopbaan
In maart 2021 trad Roelofs aan als wethouder namens Arnhem Centraal. In zijn portefeuille vallen onder meer burgerparticipatie, openbare ruimte, jeugdzorg, binnenstad, sport, evenementen, erfgoed en ouderenbeleid. Hij is tevens derde locoburgemeester van Arnhem.
Op 17 april 2025 werd Roelofs unaniem gekozen als lijsttrekker van Arnhem Centraal voor de gemeenteraadsverkiezingen van 2026. In juni 2025 kondigde hij aan na deze verkiezingen te stoppen als wethouder.

## Publicaties
Roelofs heeft meerdere boeken geschreven over de geschiedenis van Arnhem, waaronder:
- Vernieling en vernieuwing. De wederopbouw van Arnhem 1945–1964 (1995)
- De Canon van Arnhem (met Jan de Vries, 2008)
- Arnhemse kwesties 1970–2000. De Was Buiten Hangen (2020)
- Parels en Proefballonnen (2001–2010)
- Parels en Proefballonnen 2. Kroniek van Arnhem 2011–2020 (2021)[4]

## Mediaoptredens
Roelofs verschijnt regelmatig in de media, onder andere over lokale erfgoedprojecten, politieke dossiers, en in persoonlijke portretten waarin zijn betrokkenheid bij Arnhem centraal staat.